# EC Comercial (MS)
Der Esporte Clube Comercial, in der Regel nur kurz Comercial genannt, ist ein Fußballverein aus Campo Grande im brasilianischen Bundesstaat Mato Grosso do Sul.
Der Verein spielt aktuell in der Staatsmeisterschaft von Mato Grosso do Sul.

## Erfolge
Männer:
- Staatsmeisterschaft von Mato Grosso: 1975
- Staatsmeisterschaft von Mato Grosso do Sul: 1982, 1985, 1987, 1993, 1994, 2000, 2001, 2010, 2015

Frauen:
- Staatsmeisterschaft von Mato Grosso do Sul: 2009, 2010, 2011, 2013, 2015, 2017

## Stadion

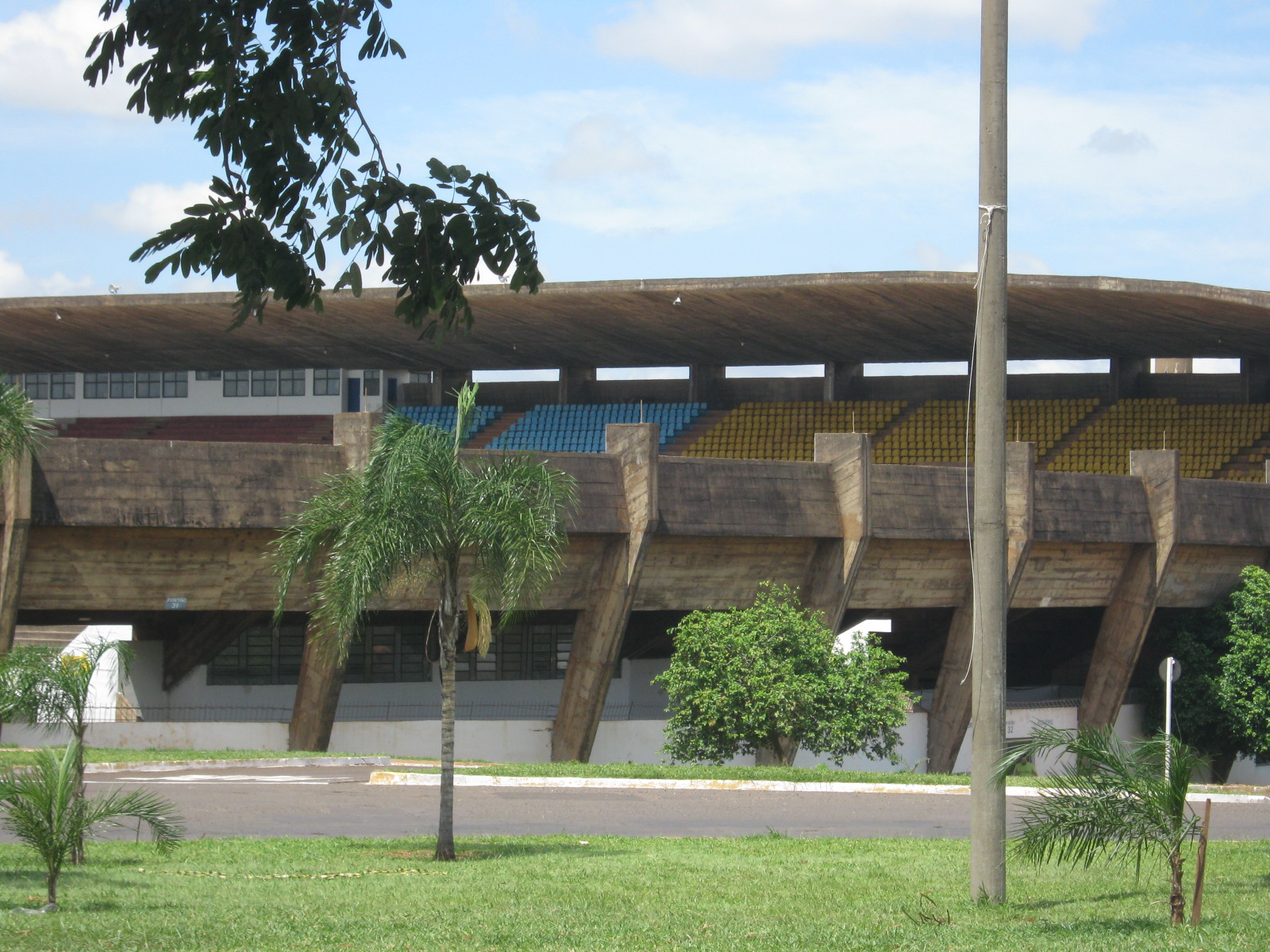
Estádio Universitário Pedro Pedrossian

Der Verein trägt seine Heimspiele im Estádio Universitário Pedro Pedrossian, auch unter dem Namen Morenão bekannt, in Campo Grande aus. Das Stadion hat ein Fassungsvermögen von 45.000 Personen.

## Spieler
Stand: 28. Juli 2021
| Nr. |           | Position | Name           |
| --- | --------- | -------- | -------------- |
|     | Brasilien | TW       | Pereira        |
|     | Brasilien | TW       | Matheus Brandt |
|     | Brasilien | TW       | Lucas Alves    |
|     | Brasilien | TW       | David          |
|     | Brasilien | TW       | Jonathan       |
|     | Brasilien | TW       | Martins        |
|     | Brasilien | AB       | Lucas Felipe   |
|     | Brasilien | AB       | Matheus Alves  |
|     | Brasilien | AB       | Felipe Mohr    |
|     | Brasilien | AB       | Maycon Douglas |
|     | Brasilien | AB       | Léo Santana    |
|     | Brasilien | AB       | Juninho Pavi   |
|     | Brasilien | AB       | João Costa     |
|     | Brasilien | AB       | Kaique         |
|     | Brasilien | AB       | Lucas Felipe   |
|     | Brasilien | AB       | Matheus Alves  |
|     | Brasilien | AB       | Murylo Benini  |
|     | Brasilien | MF       | Luis Henrique  |

| Nr. |           | Position | Name               |
| --- | --------- | -------- | ------------------ |
|     | Brasilien | MF       | Alessandro         |
|     | Brasilien | MF       | Matheus Gabriel    |
|     | Brasilien | MF       | Kelvin             |
|     | Brasilien | MF       | Pedrinho           |
|     | Brasilien | MF       | Felipe Pelles      |
|     | Brasilien | MF       | Phablo             |
|     | Brasilien | MF       | Diego Siqueira     |
|     | Brasilien | MF       | João Paulo Azevedo |
|     | Brasilien | MF       | Uélison Santana    |
|     | Brasilien | MF       | Marlon Bica        |
|     | Brasilien | ST       | João Pedro         |
|     | Brasilien | ST       | Matheus Lemos      |
|     | Brasilien | ST       | Gabriel            |
|     | Brasilien | ST       | Itamar             |
|     | Brasilien | ST       | Thiago Magalhães   |
|     | Brasilien | ST       | Johnny             |
|     | Brasilien | ST       | Matheus Leite      |

## Trainerchronik
| Trainer         | Nation    | von      | bis |
| --------------- | --------- | -------- | --- |
| Valter Ferreira | Brasilien | Mai 2017 | ?   |
| Mateus Sabatine | Brasilien | 2021     |     |